# Vihtavuori

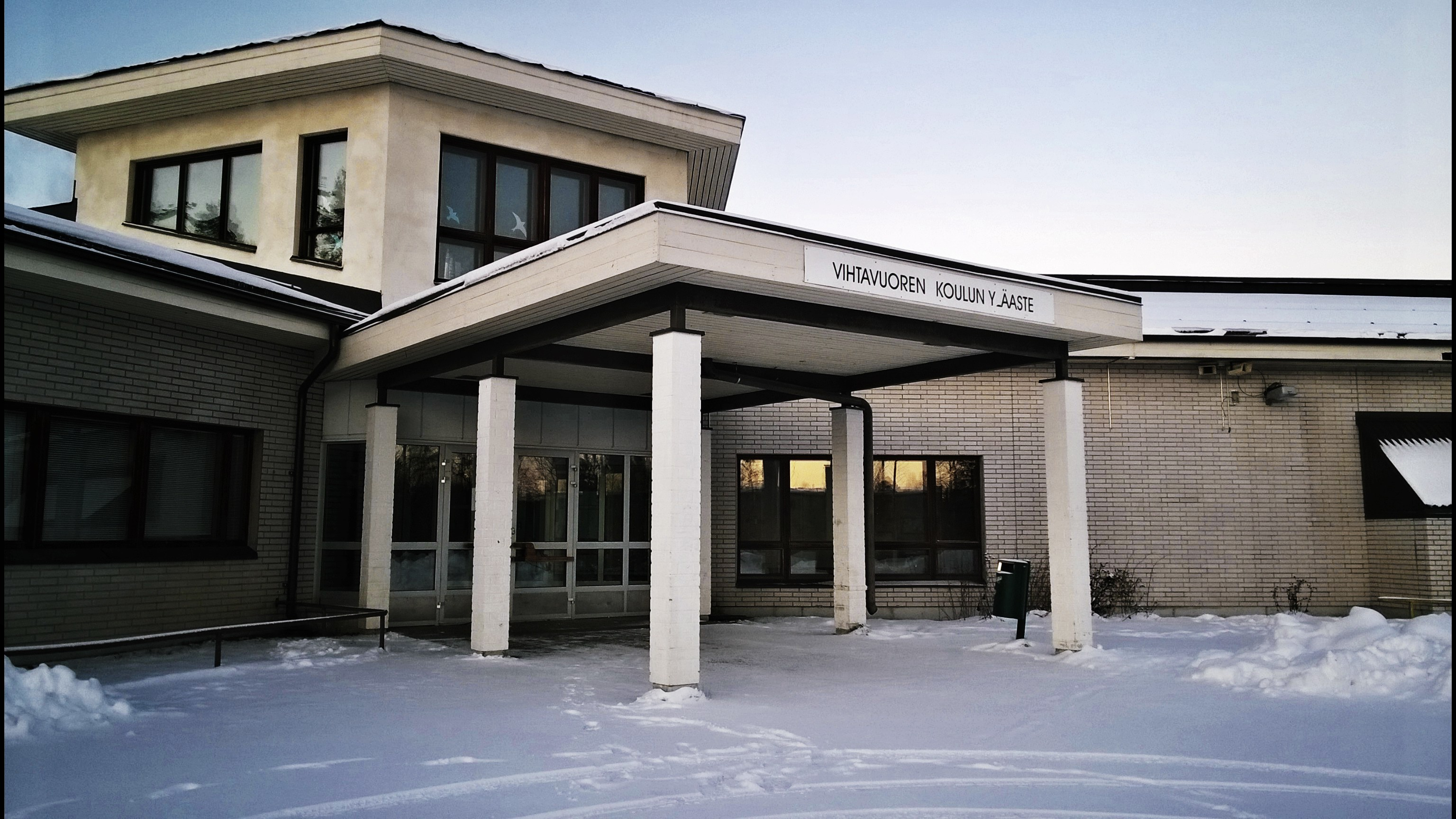
Skola i Vihtavuori.

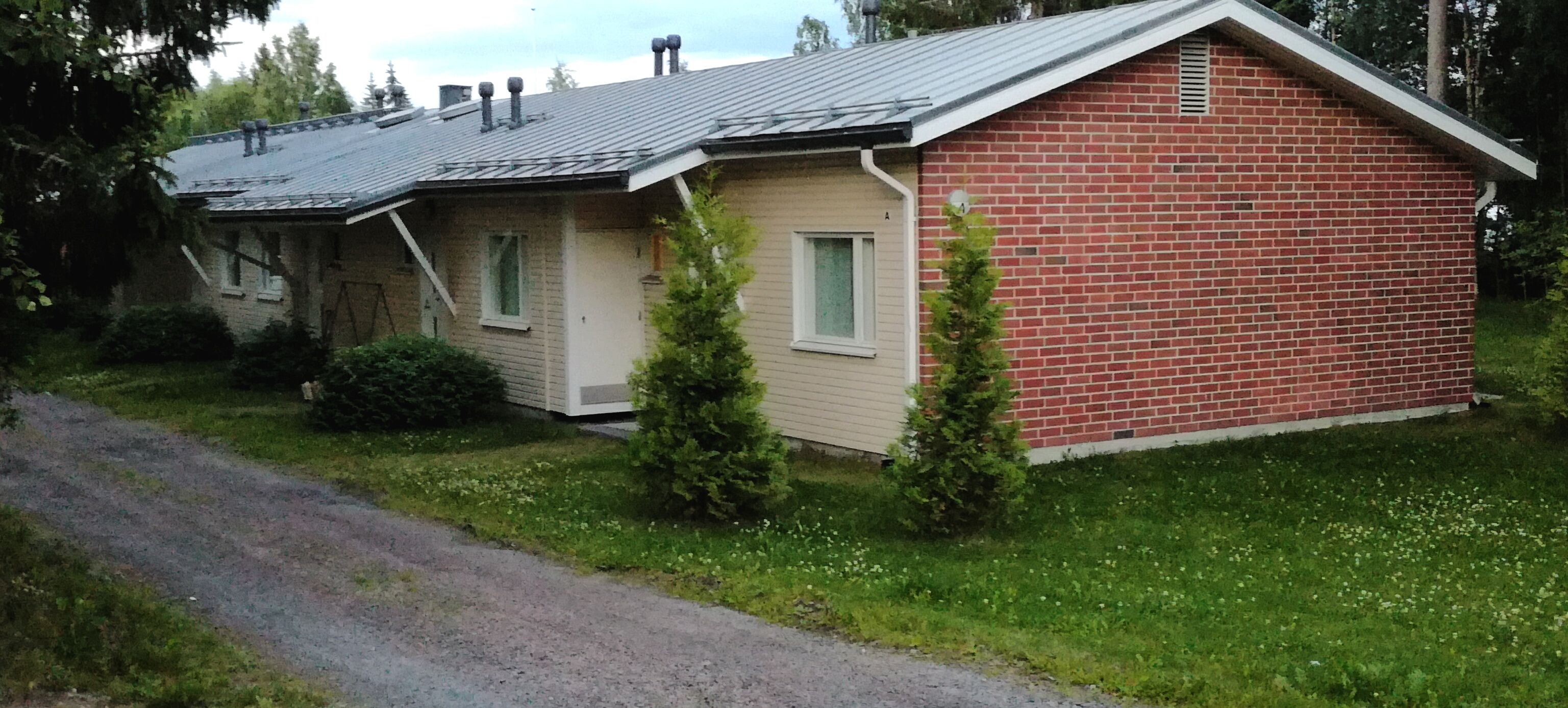
Radhus i Vihtavuori

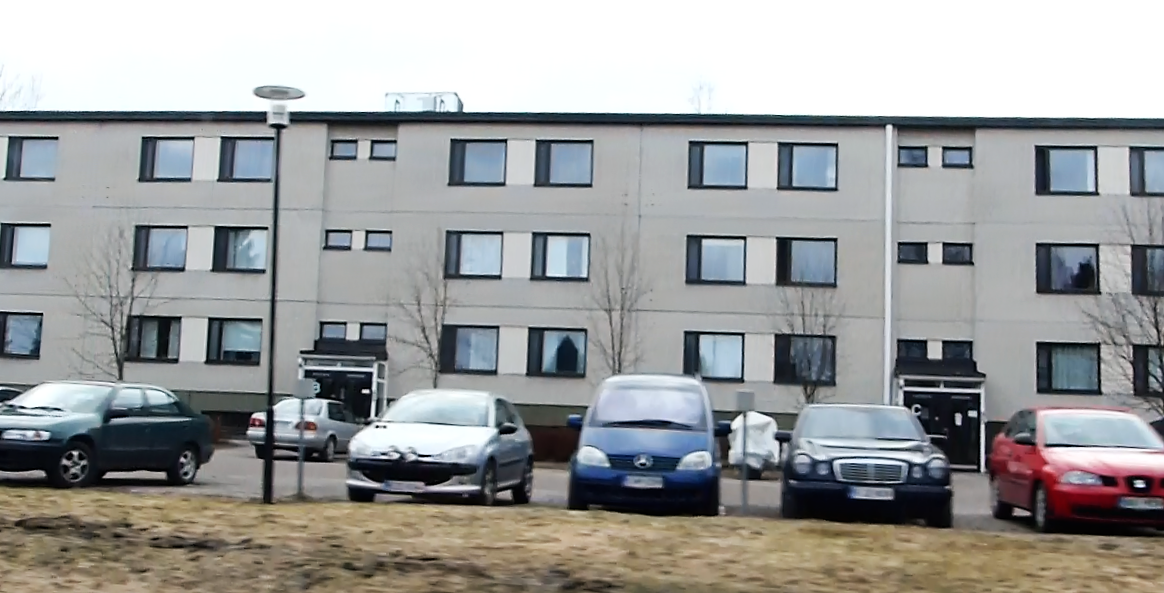
Höghus i Vihtavuori

Vihtavuori är en ort i Laukas i Mellersta Finland. Den ligger norr om Jyväskylä.
Orten har  2.113 invånare, varav 1.738 bodde i centrum (2009). I Vihtavuori finns grundskola, dagis, bibliotek, vårdcentral, butik, restaurang, bensinstation, frisör och tidningskiosk.

## Historia
Det finns hällmålningar i trakten, vilket visar att området varit bebott för 6600 år sedan.

## Näringsliv
I Vihtavuori har det sedan 1920-talet funnits en krutfabrik. Krutfabriken är kommunen Laukas största arbetsgivare. Fabriken har bytt namn och ägare flera gånger och drivs nu av företaget Eurenco.
2013 evakuerades 400 av invånarna på grund av explosionsrisk i en container.

## Idrott
Idrottsföreningen Vihtavuoren Pamaus har funnits i Vihtavuori sedan 1934 och fostrat idrottare som längdskidåkaren Sirkka Polkunen och maratonlöparen Mikko Hietanen.